# Basketball Club Žalgiris 2018-2019
Questa voce raccoglie le informazioni riguardanti il Basketball Club Žalgiris nelle competizioni ufficiali della stagione 2018-2019.

## Stagione
La stagione 2018-2019 del Basketball Club Žalgiris è la 26ª nel massimo campionato lituano di pallacanestro, la Lietuvos krepšinio lyga.

## Roster
Aggiornato al 14 luglio 2018.
| Žalgiris Kaunas 2018-19 | Žalgiris Kaunas 2018-19 |
| Giocatori               | Staff tecnico           |
| ----------------------- | ----------------------- |

| N. | Naz.                   | Ruolo | Nome                 | Anno | Alt.   | Peso   |  |
| -- | ---------------------- | ----- | -------------------- | ---- | ------ | ------ |  |
| 0  | Stati Uniti (bandiera) | AG    | Brandon Davies       | 1991 | 208 cm | 109 kg |  |
| 1  | Stati Uniti (bandiera) | P     | Derrick Walton       | 1995 | 185 cm | 84 kg  |  |
| 2  | Stati Uniti (bandiera) | AG    | Deon Thompson        | 1988 | 204 cm | 109 kg |  |
| 3  | Stati Uniti (bandiera) | P     | Nate Wolters         | 1991 | 193 cm | 86 kg  |  |
| 7  | Stati Uniti (bandiera) | G     | Thomas Walkup        | 1992 | 193 cm | 88 kg  |  |
| 8  | Lituania (bandiera)    | GA    | Donatas Sabeckis     | 1992 | 198 cm | 95 kg  |  |
| 9  | Francia (bandiera)     | P     | Léo Westermann       | 1992 | 198 cm | 90 kg  |  |
| 10 | Lituania (bandiera)    | G     | Lukas Uleckas        | 1999 | 199 cm | 90 kg  |  |
| 12 | Lituania (bandiera)    | AG    | Erikas Venskus       | 2000 | 205 cm | 100 kg |  |
| 13 | Lituania (bandiera)    | AG    | Paulius Jankūnas (C) | 1984 | 205 cm | 107 kg |  |
| 17 | Lituania (bandiera)    | C     | Laurynas Birutis     | 1997 | 213 cm | 110 kg |  |
| 21 | Lituania (bandiera)    | G     | Artūras Milaknis     | 1986 | 195 cm | 90 kg  |  |
| 30 | Stati Uniti (bandiera) | AG    | Aaron White          | 1992 | 206 cm | 104 kg |  |
| 31 | Lituania (bandiera)    | P     | Rokas Jokubaitis     | 2000 | 193 cm | 84 kg  |  |
| 40 | Lituania (bandiera)    | AP    | Marius Grigonis      | 1994 | 198 cm | 88 kg  |  |
| 44 | Lituania (bandiera)    | C     | Antanas Kavaliauskas | 1984 | 209 cm | 113 kg |  |
| 92 | Lituania (bandiera)    | AP    | Edgaras Ulanovas     | 1992 | 198 cm | 94 kg  |  |

| Allenatore |
| - Šarūnas Jasikevičius |
| Assistente/i |
| - Evaldas Beržininkaitis - Tomas Masiulis - Darius Maskoliūnas Legenda - (C) Capitano - (IN) Inattivo - Infortunato Roster |

## Mercato

### Sessione estiva
| Acquisti | Acquisti         | Acquisti            | Acquisti      | Acquisti |
| R.a      | Nome             | da                  | Modalità      |          |
| -------- | ---------------- | ------------------- | ------------- | -------- |
| G        | Thomas Walkup    | R. Ludwigsburg      | definitivo    |          |
| AP       | Marius Grigonis  | Alba Berlino        | definitivo    |          |
| P        | Nate Wolters     | Élan Chalon         | definitivo    |          |
| G        | Martynas Varnas  | Pieno žvaigždės     | fine prestito |          |
| C        | Laurynas Birutis | Šiauliai            | fine prestito |          |
| C        | Martinas Geben   | Notre Dame F. Irish | definitivo    |          |
| GA       | Donatas Sabeckis | Šiauliai            | definitivo    |          |
| P        | Léo Westermann   | CSKA Mosca          | definitivo    |          |
| P        | Arnas Velička    | Barcellona B        | definitivo    |          |

| Cessioni | Cessioni           | Cessioni          | Cessioni       | Cessioni |
| R.       | Nome               | a                 | Modalità       |          |
| -------- | ------------------ | ----------------- | -------------- | -------- |
| G        | Kevin Pangos       | Barcellona        | fine contratto |          |
| AP       | Axel Toupane       | Olympiakos        | fine contratto |          |
| P        | Beno Udrih         |                   | ritirato       |          |
| C        | Martynas Sajus     | W.M. Szczecin     | fine contratto |          |
| P        | Vasilije Micić     | Anadolu Efes      | rescissione    |          |
| AG       | Gytis Masiulis     | Neptūnas Klaipėda | prestito       |          |
| G        | Martynas Varnas    | Nevėžis           | prestito       |          |
| PG       | Paulius Valinskas  | Lietkabelis       | prestito       |          |
| C        | Martinas Geben     | Juventus Utena    | prestito       |          |
| P        | Arnas Velička      | Tartu Ülikooli    | prestito       |          |
| AP       | Matas Jogėla       | Dzūkija Alytus    | prestito       |          |
| G        | Martynas Arlauskas | Gonzaga Bulldogs  | fine contratto |          |

### Dopo l'inizio della stagione
| Acquisti | Acquisti       | Acquisti    | Acquisti        | Acquisti   |
| R.       | Nome           | da          | Data            | Modalità   |
| -------- | -------------- | ----------- | --------------- | ---------- |
| P        | Derrick Walton | Miami Heat  | 18 ottobre 2018 | definitivo |
| AG       | Deon Thompson  | S.P. Burgos | 6 gennaio 2019  | definitivo |

| Cessioni | Cessioni         | Cessioni       | Cessioni         | Cessioni    |
| R.       | Nome             | a              | Data             | Modalità    |
| -------- | ---------------- | -------------- | ---------------- | ----------- |
| GA       | Donatas Sabeckis | R. Ludwigsburg | 1 novembre 2018  | prestito    |
| P        | Derrick Walton   | Alba Berlino   | 13 febbraio 2019 | rescissione |